# Roscoe Beck
Charles Roscoe Beck é um baixista e produtor musical estadunidense.
Como músico, ele é conhecido por seus trabalhos com Eric Johnson, Stevie Ray Vaughan, Robben Ford, Leonard Cohen, e The Dixie Chicks. Em 2000, entrou para o Hall da Fama da revista The Austin Chronicles.
Como produtor musical, ele foi indicado duas vezes ao Grammy Awards.

## Discografia

### Solo
- 2012 - Walk On[4]